# Combovin
Combovin település Franciaországban, Drôme megyében. Lakosainak száma 472 fő (2022. január 1.). Combovin Barcelonne, La Baume-Cornillane, Chabeuil, Le Chaffal, Châteaudouble, Gigors-et-Lozeron és Montvendre községekkel határos.

## Népesség
A település népességének változása:
| Lakosok száma | 217  | 259  | 341  | 406  | 404  | 405  | 422  | 449  | 460  | 472  |
|               | 1968 | 1982 | 1990 | 2006 | 2013 | 2015 | 2017 | 2019 | 2020 | 2022 |